# Gilles Goullet
Gilles Goullet, né en 1967  en France, est un traducteur français œuvrant depuis 2001 essentiellement dans les littératures de l'imaginaire, à partir d'ouvrages en anglais. 

## Éléments biographiques
Gilles Goullet vit à Grenoble, où il coanime un groupe SFphile.
Il a travaillé huit ans comme ingénieur de développement logiciel avant de se reconvertir, à l'occasion d'une expatriation familiale, dans la traduction.

## Œuvres et auteurs traduits
NB : Liste probablement non exhaustive ! De plus, certaines œuvres citées sont des recueils de novellas et de nouvelles, ou des regroupements de romans, et de ce fait, parfois traduites en collaboration avec d'autres traducteurs (date suffixée '*'). Chaque œuvre est suivie de la date de l'édition originale, puis de la date de l'édition française (la première en cas de révision, auquel cas la date de parution de l'édition révisée par Gilles Goullet est étiquetée "GG").
- Paco Ahlgren (en) : Discipline (2007/2012) ;
- Ned Beauman : Poisson poison (2023/2025) ;
- Gregory Benford : À travers la mer des soleils (1984/2001*) ;
- Robert Jackson Bennett : Vigilance (2019/2020) ;
- Terry Bisson : Nova Africa (1988/2001), Échecs et maths (2001/2003), Hank Shapiro au pays de la récup' (2001/2003), Meucs (2003/2003*) ;
- Arthur C. Clarke : La Cité et les Astres (1956/1962/GG:2002) révision de la traduction de Françoise Cousteau en 2002, 2001 : L'Odyssée de l'espace (1968/2021) nouvelle traduction ;
- Paul Di Filippo : Pages perdues (1998/2002*) ;
- Philip K. Dick : La Fille aux cheveux noirs (1988/2002), Coulez mes larmes, dit le policier (1974/2013), SIVA (1980/1981/GG:2013), La Trilogie divine (1980-1986/2002/GG: 2013) ;
- Cory Doctorow : Dans la dèche au royaume enchanté (2003/2008) ;
- Jeffrey Ford :  : La Fille dans le verre (2005/2007) ;
- John Farris : le cycle des pouvoirs, composé de trois romans : Furie (1976/2003), Terreur (2001/2004), Pouvoir (2003/2005) ;
- Kameron Hurley : Les étoiles sont légion (2017/2018) ;
- Derek Künsken : Le Magicien quantique (2018/2020) ; Le Jardin quantique (2019/2022) ; Les Profondeurs de Vénus (2020/2023) ; La Maison des Saints (2023/2024) ;
- Oliver K. Langmead : Les Oiseaux du Paradis (2021/2023)
- Arkady Martine, série Teixcalaan : Un souvenir nommé empire (2019/2021), Une désolation nommée paix (2021/2021) ;
- Paul J. McAuley : Le Choix (2011/2016) ;
- Ian McDonald : Le Fleuve des dieux (2004/2010) ; La Petite Déesse (2009/2013) ; série Luna : Nouvelle Lune (2015/2017), Lune du loup (2017/2018), Lune montante (2018/2019) ; Le temps fut (2018/2020) ;
- Thomas A. McMahon (en) : Les Abeilles de McKay (1979/2011) ; Little Egypt (1987/2010) ;
- Annalee Newitz : Autonome (2017/2018) ;
- Frank M. Robinson : Le Pouvoir (1956/2004) ;
- S. P. Somtow : Chroniques de l'Inquisition 1/2 (1982-1983-1986/1984-1985/GG:2005) & 2/2 (1985/1987-2005/GG:2005) ; Mallworld (2000/GG:2004*) ;
- Ryk E. Spoor (en) : Grand Central Arena (2010/2015) ; Sphères d'influence (2013/2018) ;
- Jack Vance : Emphyrio, et autres aventures (1948-1969/2004*) ; La Vie éternelle (1956/2009) ;
- Jeff VanderMeer : La Cité des saints et des fous (2001/2006) ; Annihilation (2014/2016) ; Autorité (2014/2017) ; Acceptation (2014/2018) ; Borne (2017/2020) ; Astronautes morts (2019/2023) ; Absolution (2024/2025)
- Peter Watts : Au-delà du gouffre (1991-2014/2002-2016*/GG:2016) ; Eriophora (2018/2020) ; série Rifteurs : Starfish (1999/2010) ; Rifteurs (2001/2011) ; βéhémoth (2004/2012) ; série Vision aveugle : Vision aveugle (2006/2009) ; Échopraxie (2014/2015) ;
- Walter Jon Williams : Câblé + (1986-1991/1987-2004*) ;
- Robert Charles Wilson : Gilles Goullet a produit plus de la moitié des traductions en français de son œuvre ;
- Transgressions, vol. III, anthologie de textes réunis par Ed McBain, (2005/2007*).

## Autres travaux
- Webmestre du site Le ParaDick : Philip K. Dick en français[5], créé en 1996 sur Mygale, passé sur Multimania, hébergé à partir de ~2000 par nooSFere[6]. Momentanément abandonné [3] ("joker", dixit l'auteur).

## Récompenses
- Lauréat du prix Jacques Chambon de la traduction[7], au sein du grand prix de l'imaginaire, en 2010, pour Vision aveugle de Peter Watts (Fleuve noir).

## Anecdotes
- Gilles Goullet écrit souvent le format de document « PDF » avec la même typographie, majuscule-minuscule-majuscule, que le sigle « PdF »[3].
- Concernant l'effort que représente la traduction d'un roman, mesuré ici en temps de travail, la présentation de Gilles Goullet sur le site de l'éditeur, précise[3] : « Voici les chiffres pour ses deux traductions préférées. Spin de Robert Charles Wilson a représenté trois à quatre mois de travail. La Cité des saints et des fous de Jeff VanderMeer, environ cinq mois. »